# CIM-10 Chapitre 03 : Maladies du sang et des organes hématopoïétiques et certains troubles du système immunitaire
Cet article développe le Chapitre 03 : Maladies du sang et des organes hématopoïétiques et certains troubles du système immunitaire de la classification internationale des maladies (CIM-10) publié par l'Organisation mondiale de la santé (OMS).

## Liste des classes
CIM-10 Chapitre 03 : Maladies du sang et des organes hématopoïétiques et certains troubles du système immunitaire (D50-D89)

### (D50-D53) Anémies nutritionnelles
- (D50) Anémie par carence en fer
  - (D50.0) Anémie par carence en fer secondaire à une perte de sang (chronique)
  - (D50.1) Dysphagie sidéropénique
  - (D50.8) Autres anémies par carence en fer
  - (D50.9) Anémie par carence en fer, sans précision

- (D51) Anémie par carence en vitamine B 12
  - (D51.0) Anémie par carence en vitamine B 12  due à une carence en facteur intrinsèque
  - (D51.1) Anémie par carence en vitamine B 12  due à une malabsorption sélective de la vitamine B 12, avec protéinurie
  - (D51.2) Carence en transcobalamine II
  - (D51.3) Autres anémies par carence alimentaire en vitamine B 12
  - (D51.8) Autres anémies par carence en vitamine B 12
  - (D51.9) Anémie par carence en vitamine B 12, sans précision

- (D52) Anémie par carence en acide folique
  - (D52.0) Anémie par carence alimentaire en acide folique
  - (D52.1) Anémie par carence en acide folique due à des médicaments
  - (D52.8) Autres anémies par carence en acide folique
  - (D52.9) Anémie par carence en acide folique, sans précision

- (D53) Autres anémies nutritionnelles
  - (D53.0) Anémie par carence en protéines
  - (D53.1) Autres anémies mégaloblastiques, non classées ailleurs
  - (D53.2) Anémie scorbutique
  - (D53.8) Autres anémies nutritionnelles précisées
  - (D53.9) Anémie nutritionnelle, sans précision

### (D55-D59) Anémies hémolytiques
- (D55) Anémie due à des anomalies enzymatiques 
  - (D55.0) Anémie due à une carence en glucose-6-phosphate déshydrogénase [G6PD]
  - (D55.1) Anémie due à d'autres anomalies du métabolisme du glutathion
  - (D55.2) Anémie due à des anomalies des enzymes glycolytiques
  - (D55.3) Anémie due à des anomalies du métabolisme des nucléotides
  - (D55.8) Autres anémies dues à des anomalies enzymatiques
  - (D55.9) Anémie due à des anomalies enzymatiques, sans précision

- (D56) Thalassémie
  - (D56.0) Alpha-thalassémie
  - (D56.1) Bêta-thalassémie
  - (D56.2) Delta-bêta-thalassémie
  - (D56.3) Trait thalassémique
  - (D56.4) Persistance héréditaire de l'hémoglobine fœtale [HbF]
  - (D56.8) Autres thalassémies
  - (D56.9) Thalassémie, sans précision

- (D57) Affections à hématies falciformes (drépanocytaires)
  - (D57.0) Anémie à hématies falciformes (anémie drépanocytaire) avec crises
  - (D57.1) Anémie à hématies falciformes sans crises
  - (D57.2) Affections à hématies falciformes (drépanocytaires) hétérozygotes doubles
  - (D57.3) Trait de la maladie des hématies falciformes (drépanocytaire)
  - (D57.8) Autres affections à hématies falciformes (drépanocytaires)

- (D58) Autres anémies hémolytiques héréditaires
  - (D58.0) Sphérocytose héréditaire
  - (D58.1) Elliptocytose héréditaire
  - (D58.2) Autres hémoglobinopathies
  - (D58.8) Autres anémies hémolytiques héréditaires précisées
  - (D58.9) Anémie hémolytique héréditaire, sans précision

- (D59) Anémie hémolytique acquise
  - (D59.0) Anémie hémolytique auto-immune, due à des médicaments
  - (D59.1) Autres anémies hémolytiques auto-immunes
  - (D59.2) Anémie hémolytique non auto-immune, due à des médicaments
  - (D59.3) Syndrome hémolytique urémique
  - (D59.4) Autres anémies hémolytiques non auto-immunes
  - (D59.5) Hémoglobinurie nocturne paroxystique [Marchiafava-Micheli]
  - (D59.6) Hémoglobinurie due à une hémolyse relevant d'autres causes externes
  - (D59.8) Autres anémies hémolytiques acquises
  - (D59.9) Anémie hémolytique acquise, sans précision

### (D60-D64) Aplasies médullaires et autres anémies
- (D60) Aplasie médullaire acquise pure [érythroblastopénie]
  - (D60.0) Aplasie médullaire acquise pure, chronique
  - (D60.1) Aplasie médullaire acquise pure, transitoire
  - (D60.8) Autres aplasies médullaires acquises pures
  - (D60.9) Aplasie médullaire acquise pure, sans précision

- (D61) Autres aplasies médullaires
  - (D61.0) Aplasie médullaire constitutionnelle
  - (D61.1) Aplasie médullaire médicamenteuse
  - (D61.2) Aplasie médullaire due à d'autres agents externes
  - (D61.3) Aplasie médullaire idiopathique
  - (D61.8) Autres aplasies médullaires précisées
  - (D61.9) Aplasie médullaire, sans précision

- (D62) Anémie post-hémorragique aiguë

- - (D63) Anémie au cours de maladies chroniques classées ailleurs
  - (D63.0) Anémie au cours de maladies tumorales (C00-D48+)
  - (D63.8)  Anémie au cours d'autres maladies chroniques classées ailleurs

- (D64) Autres anémies
  - (D64.0) Anémie sidéroblastique héréditaire
  - (D64.1) Anémie sidéroblastique secondaire, due à une maladie
  - (D64.2) Anémie sidéroblastique secondaire, due à des médicaments et des toxines
  - (D64.3) Autres anémies sidéroblastiques
  - (D64.4) Anémie dysérythropoïétique congénitale
  - (D64.8) Autres anémies précisées
  - (D64.9) Anémie, sans précision

### (D65-D69) Anomalies de la coagulation, purpura et autres affections hémorragiques
- (D65) Coagulation intravasculaire disséminée (syndrome de défibrination)
- (D66) Carence héréditaire en facteur VIII
- (D67) Carence héréditaire en facteur IX

- (D68) Autres anomalies de la coagulation
  - (D68.0) Maladie de von Willebrand
  - (D68.1) Carence héréditaire en facteur XI
  - (D68.2) Carence héréditaire en autres facteurs de coagulation
  - (D68.3) Troubles hémorragiques dus à des anticoagulants circulants
  - (D68.4) Carence acquise en facteur de coagulation
  - (D68.8) Autres anomalies précisées de la coagulation
  - (D68.9) Anomalie de la coagulation, sans précision

- (D69) Purpura et autres affections hémorragiques
  - (D69.0) Purpura allergique
  - (D69.1) Modifications qualitatives des plaquettes
  - (D69.2) Autres purpuras non thrombopéniques
  - (D69.3) Purpura thrombopénique idiopathique
  - (D69.4) Autres thrombopénies primaires
  - (D69.5) Thrombopénie secondaire
  - (D69.6) Thrombopénie, sans précision
  - (D69.8) Autres affections hémorragiques précisées
  - (D69.9) Affection hémorragique, sans précision

### (D70-D77) Autres maladies du sang et des organes hématopoïétiques
- (D70) Agranulocytose
- (D71) Anomalies fonctionnelles des granulocytes neutrophiles
- (D72) Autres anomalies des leucocytes
  - (D72.0) Anomalies génétiques des leucocytes
  - (D72.1) Eosinophilie
  - (D72.8) Autres anomalies précisées des leucocytes
  - (D72.9) Anomalie des leucocytes, sans précision

- (D73) Maladies de la rate
  - (D73.0) Hyposplénisme
  - (D73.1) Hypersplénisme
  - (D73.2) Splénomégalie congestive chronique
  - (D73.3) Abcès de la rate
  - (D73.4) Kyste de la rate
  - (D73.5) Infarctus de la rate
  - (D73.8) Autres maladies de la rate
  - (D73.9) Maladie de la rate, sans précision

- (D74) Méthémoglobinémie
  - (D74.0) Méthémoglobinémie congénitale
  - (D74.8) Autres méthémoglobinémies
  - (D74.9) Méthémoglobinémie, sans précision

- (D75) Autres maladies du sang et des organes hématopoïétiques
  - (D75.0) Erythrocytose familiale
  - (D75.1) Polycythémie secondaire
  - (D75.2) Thrombocytose essentielle
  - (D75.8) Autres maladies précisées du sang et des organes hématopoïétiques
  - (D75.9) Maladie du sang et des organes hématopoïétiques, sans précision

- (D76) Certaines maladies du tissu lymphoréticulaire et du système réticulo-histiocytaire
  - (D76.0) Histiocytose des cellules de Langerhans, non classée ailleurs
  - (D76.1) Lymphohistiocytose hémophagocytaire
  - (D76.2) Syndrome hémophagocytaire associé à une infection
  - (D76.3) Autres syndromes histiocytaires

- (D77*) Autres maladies du sang et des organes hématopoïétiques au cours de maladies classées ailleurs

### (D80-D89) Certaines anomalies du système immunitaire
- (D80) Déficit immunitaire avec déficit prédominant de la production d'anticorps
  - (D80.0) Hypogammaglobulinémie héréditaire
  - (D80.1) Hypogammaglobulinémie non familiale
  - (D80.2) Déficit sélectif en immunoglobuline A (IgA)
  - (D80.3) Déficit sélectif en sous-classes d'immunoglobulines G (IgG)
  - (D80.4) Déficit sélectif en immunoglobuline M (IgM)
  - (D80.5) Déficit immunitaire avec augmentation de l'immunoglobuline M (IgM)
  - (D80.6) Déficit en anticorps avec immunoglobulines presque normales ou avec hyperimmunoglobinémie
  - (D80.7) Hypogammaglobulinémie transitoire du nourrisson
  - (D80.8) Autres déficits immunitaires avec déficit prédominant de la production d'anticorps
  - (D80.9) Déficit immunitaire avec déficit prédominant de la production d'anticorps, sans précision

- (D81) Déficits immunitaires combinés
  - (D81.0) Déficit immunitaire combiné sévère (DICS) avec dysgénésie réticulaire
  - (D81.1) Déficit immunitaire combiné sévère (DICS) avec nombre faible de cellules B et T
  - (D81.2) Déficit immunitaire combiné sévère (DICS) avec nombre faible ou normal de cellules B
  - (D81.3) Déficit en adénosine désaminase (ADA)
  - (D81.4) Syndrome de Nézelof
  - (D81.5) Déficit en purine nucléoside phosphorylase (PNP)
  - (D81.6) Déficit en complexe majeur d'histocompatibilité classe I
  - (D81.7) Déficit en complexe majeur d'histocompatibilité classe II
  - (D81.8) Autres déficits immunitaires combinés
  - (D81.9) Déficit immunitaire combiné, sans précision

- (D82) Déficit immunitaire associé à d'autres anomalies majeures
  - (D82.0) Syndrome de Wiskott-Aldrich
  - (D82.1) Syndrome de Di George
  - (D82.2) Déficit immunitaire avec micromélie
  - (D82.3) Déficit immunitaire avec réponse héréditaire anormale au virus d'Epstein-Barr
  - (D82.4) Syndrome d'hyperimmunoglobuline E (IgE)
  - (D82.8) Déficit immunitaire associé à d'autres anomalies majeures précisées
  - (D82.9) Déficit immunitaire associé à une anomalie majeure, sans précision

- (D83) Déficit immunitaire commun variable
  - (D83.0) Déficit immunitaire commun variable avec anomalies prédominantes du nombre et de la fonction des lymphocytes B
  - (D83.1) Déficit immunitaire commun variable avec anomalies prédominantes des lymphocytes T immunorégulateurs
  - (D83.2) Déficit immunitaire commun variable avec autoanticorps anti-lymphocytes B ou T
  - (D83.8) Autres déficits immunitaires communs variables
  - (D83.9) Déficit immunitaire commun variable, sans précision

- (D84) Autres déficits immunitaires
  - (D84.0) Anomalie de la fonction lymphocytaire antigène-1 (LFA-1)
  - (D84.1) Déficit du complément
  - (D84.8) Autres déficits immunitaires précisés
  - (D84.9) Déficit immunitaire, sans précision

- (D86) Sarcoïdose
  - (D86.0) Sarcoïdose du poumon
  - (D86.1) Sarcoïdose des ganglions lymphatiques
  - (D86.2) Sarcoïdose du poumon avec sarcoïdose des ganglions lymphatiques
  - (D86.3) Sarcoïdose de la peau
  - (D86.8) Sarcoïdose de localisations autres et associées
  - (D86.9) Sarcoïdose, sans précision

- (D89) Autres anomalies du système immunitaire, non classées ailleurs
  - (D89.0) Hypergammaglobulinémie polyclonale
  - (D89.1) Cryoglobulinémie
  - (D89.2) Hypergammaglobulinémie, sans précision
  - (D89.8) Autres anomalies précisées du système immunitaire, non classées ailleurs
  - (D89.9) Anomalie du système immunitaire, sans précision